# 資中文廟
資中文廟位於四川省資中縣，文物遺址年代判定為清。1980年7月7日列為四川省重新確定公布的第一批省級文物保護單位。2006年5月25日公佈為第六批全國重點文物保護單位。